# Suivez mon regard
Pour plus de détails, voir Fiche technique et Distribution.
Suivez mon regard est un film français réalisé par Jean Curtelin en 1985 et sorti en 1986.

## Synopsis
Le film est une série de sketchs drolatiques. On y voit notamment Jean-Pierre Bacri emmener des singes dans un cinéma pornographique tenu par Gérard Darmon ou une muette, interprétée par Brigitte Roüan tenter de se confesser auprès d'un prêtre (Tom Novembre).

## Fiche technique
- Titre : Suivez mon regard
- Réalisation : Jean Curtelin
- Scénario : Jean Curtelin
- Photographie : Michel Cénet
- Musique : Tom Novembre et CharlÉlie Couture
- Son : Henri Roux
- Assistante réalisateur : Élisabeth Parnière
- Montage : Martine Barraqué
- Production : Protecrea
- Directeur de production : Yann Nérot
- Pays de production :  France
- Durée : 85 minutes
- Date de sortie : France - 23 avril 1986[1]

## Distribution
- Jean Carmet :  Désiré, le paysan
- Pierre Arditi : le publicitaire
- Michel Galabru : l'instituteur
- Darry Cowl : le cafetier
- Jean-Claude Brialy : Freddy Langlois, l'impresario
- Michel Duchaussoy : le reporter au chevet de Langlois
- Patrick Bruel : le musicien
- Stéphane Audran : la femme du téléphage
- Claude Chabrol : le téléphage
- Jean-Pierre Bacri : l'ami des singes
- Gérard Darmon : le patron du cinéma porno
- Christian Barbier : le présentateur TV
- Féodor Atkine : le dictateur
- Macha Béranger : Madame Méral, l'opposante politique
- Richard Berry : le narrateur
- Charlélie Couture : le Christ
- Andréa Ferréol : la boulangère
- Sacha Briquet : le boulanger
- Zabou Breitman : la handicapée (sous le nom de "Zabou")
- Julie Jézéquel : la cliente de la boulangerie
- Véronique Genest : une fille délurée
- Sylvie Orcier : une fille délurée
- Léo Malet : le gentil vieux
- Macha Méril : la femme à l'ouvre-boîte
- Roger Dumas : l'homme au pouce cassé
- Roger Mirmont : le play-boy
- Brigitte Lahaie : la femme délaissée
- Tom Novembre : le prêtre
- Jean-Pierre Bisson : un pilier de bistrot
- Brigitte Roüan : la sourde-muette
- Robin Renucci : le dandy
- Mort Shuman : l'incontinent (sous le nom de Mort Schuman)
- Jacques Weber : le client du café
- Sophie Artur : la femme violée
- Vincent Lindon : le loubard violeur #1
- Sam Karmann : le loubard violeur #2
- Franck-Olivier Bonnet : le gros
- Françoise Brion : la mère de la jeune fille borgne
- Charly Chemouny : le prisonnier libéré
- Farid Chopel : le laveur de carreaux
- Michel Peyrelon : un intervenant à l'aéroport
- Riton Liebman : l'Italien
- Laurence Curtelin : l'Italienne
- Kelvine Dumour : la caissière
- Danièle Évenou : la meurtrière
- Hippolyte Girardot : le reporter en Afrique
- Patricia Karim : la nymphomane
- Caroline Lang : la future meurtrière
- Geneviève Lallemang : la naine
- Dominique Pinon : Frédéric, le garçon de courses
- Pascal Pistacio : Hector
- Annette Poivre : la vieille faussaire
- Joël Santoni : le metteur en scène
- Beth Todd : l'accidentée
- Patrice Valota : l'aveugle
- Pierre Aknine
- Karim Allaoui
- Valeria Antinelli
- Étienne de Balasy
- Joël Barbouth
- Michèle Bardollet
- Basile de Bodt  (sous le nom de "Bazile")
- Natacha Bernet
- Lydia Blimowitch
- Josis Boisdur
- Emmanuel Booz
- Régis Bouquet
- Noëlle Bréham
- Evelyne Broussolle
- Mohamed Camara
- Jezabel Carpi
- Madeleine Cheminat
- Jean-Pierre Coffe : le coupeur de courant
- Gérard Cuvier
- Cheik Doukouré : un client du cinéma
- Brahim Ghenaim
- Katoumi
- Salif Keïta: l'ermite du pont de Grenelle
- Christiane Lebrima
- Yvonne Legrand
- Jill Lucas
- Vivian Lucas
- Jean-Louis Maury
- Nathalie Mazeas
- Laurence Mercier
- Diane Meyniel
- Dominique Nahmias
- Frankie Pain
- Olivier Parnière
- Patrick Paroux
- Artus de Penguern
- Blanche Rayne
- Muriel Ramos
- Blanche Ravalec
- Fred Romano
- France Rumilly
- Rémy Roubakha
- Bruno Scolca
- Yumiko Seki
- Nathalie Spilmont
- Morgan Spillemaecker
- Michel Tugot-Doris  (sous le nom de"Tugot-Doris")
- Tina Sportolaro
- Patrice Vital
- Franck Winsterstein
- Jamal Ziani
- Jackie Berger : l'enfant (voix)